# アモコ・カディス
アモコ・カディス (Amoco Cadiz) は原油タンカー。1978年にフランス沖で座礁し石油流出事故を起こした。

## 概要
1974年スペインのAstilleros Espanoles社 S.A.カディス造船所で竣工した。船主はアメリカの石油大手アモコが所有するアモコ・トランスポート社で、アモコ・インターナショナル社が運航し、船籍はリベリアであった。

## 原油流出事故
1978年3月16日、ペルシャ湾からロッテルダムへ向けて原油22万トンを輸送中、フランスのブルターニュ半島沖140kmの海上で操舵装置が故障したため、曳船により曳航しようとしたが時化のため牽引用のワイヤが切れて漂流。ブレスト北方のポルサル（プルダルメゾー）沖約5kmで座礁して船体が真っ二つに折損し、積み荷の原油が流出し始めた。
同年同月21日までに積荷であった原油17万トンが流出し、24日には船体が完全に分断されほぼ沈没、原油は全て流出した。
この事故によりブルターニュ半島沿岸が125マイルに渡り汚染され、漁業等に壊滅的な被害を及ぼした。

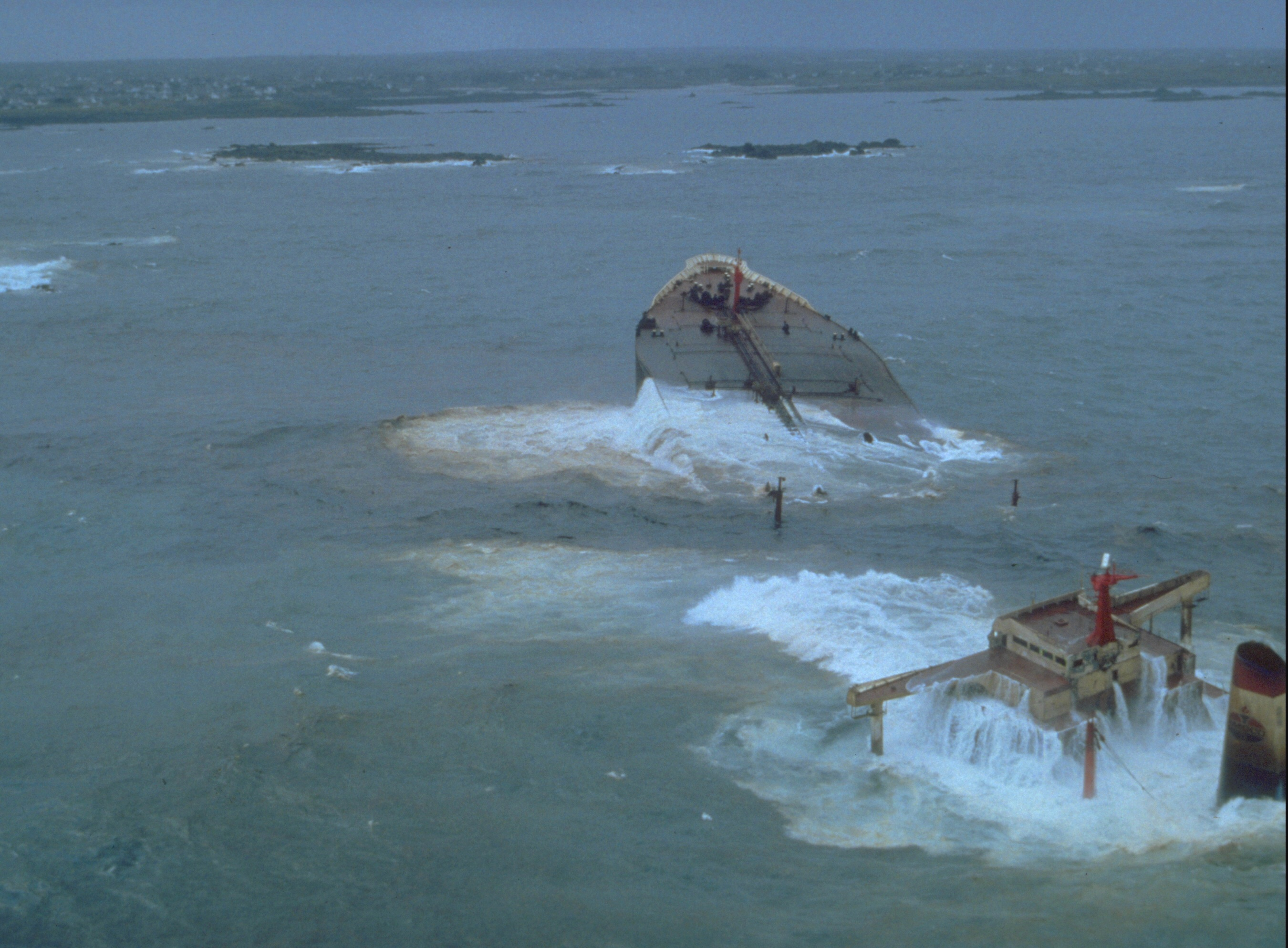
船体が折れたアモコ・カディス